# 提摩尼姆遊樂場站
提摩尼姆遊樂場站（英語：Timonium Fairground station）是巴爾的摩輕軌的車站之一，也是某些列車的北終點。到1997年為止，本站是輕軌全線的北方終點，而在輕軌雙軌化工程期間，本站在2007年有幾個月又成為全線的北終點。目前由克隆威爾／格蘭伯尼站開出的列車，在平常日的通勤尖峰時間，以本站為終點站。本站位於狄瑞科路，靠近馬里蘭州博覽會場。可利用本站抵達博覽會場。
在輕軌於1992年開通以前，本站停車場稱為提摩尼姆轉乘停車場，有快速公車由此開往巴爾的摩市區。此段路線以前是北方中央鐵路的鐵路線，該鐵路在提摩尼姆也有設站。
目前本站有MTA的9號線行經附近的國際圓環。約克的兔子交通，其83S號線提供本站至南賓夕法尼亞州中心地區的交通。

## 外部連結
- Schedules